# Manoir du Bois-Bas
Le manoir du Bois-Bas est situé à Baden en France.

## Localisation
Le manoir est situé sur le territoire de la commune de Baden, au lieu-dit le Bois-Bas , dans le département du Morbihan en région Bretagne.

## Description
Le manoir date des XVe et XVIe siècles, logis en moellons de granite, à l'exception de la lucarne, en pierre de taille, à un étage carré et comble à surcroît.Toiture à longs pans à pignon découvert, toit en appentis sur corps de cellier et latrines, toit polygonal avec noue sur la tour d'escalier. Enclos en moellon. Puits en moellon, superstructure en bois couverte d'ardoises. Dépendance à l'ouest en moellon, en rez-de-chaussée avec comble à surcroît couverte en chaume, avec toit à longs pans à pignon découvert. Chapelle en moellon, à vaisseau unique, toit en croupes à l'est, à pignon couvert d'ardoises à l'ouest avec pigeonnier côté ouest. Escalier hors-œuvre : escalier à vis sans jour en charpente.

## Historique
Manoir construit probablement dans la deuxième moitié du XVe siècle sur des terres récemment défrichées, mentionné dans la réformation de 1536, appartenant à Guillaume Régnaud. Corniche sud refaite au XIXe siècle avec une possible surélévation du mur gouttereau. Petite fenêtre ouverte au sud à l'étage et fenêtres ouvertes au niveau du comble dans les pignons lors de la restauration du XXe siècle. Chapelle avec pigeonnier construite au XVIe siècle ou XVIIe siècle. Dépendance au sud ouest du XVIIe siècle. Puits du XVIIe siècle.
Il est inscrit à l'inventaire général du patrimoine culturel.